# Bintang Point
Das Kap Bintang Point in dem westafrikanischen Staat Gambia liegt im Bereich der Mündung des Flusses Gambia zum Atlantischen Ozean auf dem südlichen Flussufer.
Das Kap liegt unmittelbar an der Mündung, an der rechten Seite, des Bintang Bolong in den Gambia. Gegenüber am nördlichen Flussufer liegt in rund 5,4 Kilometer Entfernung der Jurunku Point.